# St. Francis (Wisconsin)
Pour les articles homonymes, voir St. Francis.

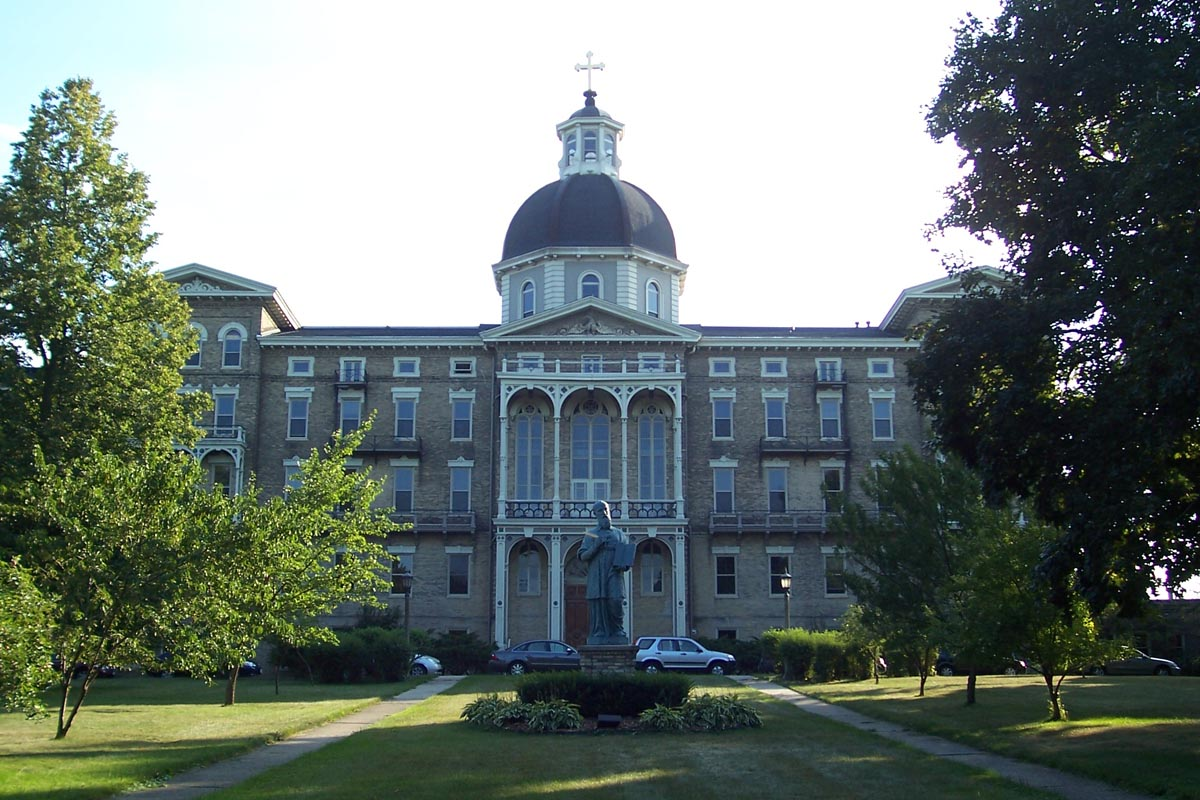
Séminaire Saint-François (St. Francis Seminary).

St. Francis est une ville du comté de Milwaukee, dans le Wisconsin. Sa population était de 9 365 habitants en 2010.

## Histoire
Le séminaire Saint-François (St. Francis Seminary) est fondé en 1845 dans ce qui est aujourd'hui la ville du même nom. Les sœurs de Saint-François-d'Assise y établissent leur maison-mère au milieu du XIXe siècle.
La ville prend son nom du séminaire fondé quarante ans plus tard par John Henni, premier archevêque de Milwaukee (et originaire des Grisons), qui le met sous le patronage de saint François de Sales.

## Géographie
St. Francis se trouve au 42° 58′ 11″ N, 87° 52′ 36″ O (42.969615, -87.876745).
D'après le United States Census Bureau, la ville s'étend sur 6,65 km2. Elle se trouve directement au sud et à l'est de la ville de Milwaukee, et directement à l'ouest du lac Michigan, et directement au nord de Cudahy. Le principal aéroport de Milwaukee, le Milwaukee Mitchell International Airport, est bordé d'un côté par St. Francis.